# Cheimacheramus caudalis
Cheimacheramus caudalis is een schietmot uit de familie Sericostomatidae. De soort komt voor in het Afrotropisch gebied.